# Tracy (Minnesota)
Tracy jest miasteczkiem w hrabstwie Lyon w stanie Minnesota, położonym w pobliżu trasy U.S. Route 14.
Według danych United States Census Bureau z roku 2000, miasto zajmuje powierzchnię niespełna 6 km² i zamieszkiwane jest przez około 2300 osób.